# Ahmed Tidiane Souaré
Ahmed Tidiane Souaré (* 1951) je guinejský politik a bývalý předseda vlády Guineje.

## Osobní život
Souaré zastával v minulosti řadu pozic ve státní správě:
- 1989–1990 – člen monitorovacího výboru pro implementaci ekonomické, finanční a správní reformy v kanceláři prezidenta
- 1990–1994 – koordinátor Úřadu pro monitoring, vyhodnocení a kontrolu v kanceláři prezidenta.
- předseda Komise pro dovoz ropných produktů
- zpravodaj komise pro likvidaci ONAH-ASP
- 1994–1996 – vedoucí kanceláře ministra hospodářství a finančního dohledu
- 1996–1997 – vedoucí kanceláře vládního zmocněnce pro rozpočet a rekonstrukci při Úřadu vlády
- 1997–2002 – vedoucí kanceláře ministra hospodářství a financí; viceprezident mezirezortní komise dohledu nad ropným odvětvím
- 2002–2005 – finanční generální inspektor
- 2005–2006 – ministr hornictví a geologie; předseda představenstva Compagnie des Bauxites de Guinée (CBG).
- 2006–2007 – ministr pro vyšší školství a vědecký výzkum, prezident Guinejské národní komise UNESCO.

Ve výsledku auditu vypracovaného vládou premiéra Kouyatého, který hodnotil uplynulých deset let, se jméno Souarého objevilo na seznamu osob spojených s korupcí.

### Předseda vlády
V dekretu z 20. května 2008 prezident Lansana Conté odvolal předsedu vlády Kouyatého a jmenoval do jejího čela Ahmeda Tidiane Souarého (v úřadu od 23. května 2008).

## Puč v zemi
V ranních hodinách 23. prosince 2008 Somparé oznámil v televizním projevu smrt prezidenta Lansana Contého. Na základě guinejské ústavy by se prozatímním prezidentem země měl stát předseda Národního shromáždění (zákonodárného sboru), tedy Aboubacar Somparé. Volby nového prezidenta by měly být v takovém případu vypsány do šedesáti dnů. Ovšem armádní rebelové v čele s jejich vůdcem Camarou se chopili moci a platnost ústavy, stejně jako všech státních institucí pozastavili. Oficiální vláda byla rozpuštěna. Prohlášení o coup d'état bylo v televizi čteno šest hodin po Somparého oznámení smrti prezidenta.
Přesto se nový prezident Camara sešel na jednáních s premiérem Souarém a prohlásil, že se jeho vláda může "vrátit do práce". Během rozhovoru premiér projevil ochotu pracovat pod vedením Národní rady pro demokracii a rozvoj vedenou Camarou a sdělil, že jeho vláda je složena z technokratů, nikoli politiků. Také nazval Camaru "prezidentem".
30. prosince 2008 prezident Camara odvolal premiéra Ahmed Tidiane Souarého a jmenoval do této funkce dosavadního ředitele African Export-Import Bank v Káhiře Kabiné Komaru.